# Whitfordiodendron
Whitfordiodendron là một chi thực vật có hoa thuộc họ Fabaceae. Nó thuộc phân họ Faboideae.

## Lịch sử
Whitfordiodendron được Adolph Daniel Edward Elmer thiết lập năm 1910, tại trang 689 ông ghi là Witfordia, với loài mô tả duy nhất là Witfordia scandens. Tuy nhiên, tại phần sửa lỗi (errata) ở trang 743 ông đã sửa lại như sau: "for Witfordia read Whitfordiodendron" (với Whitfordia đọc thành Whitfordiodendron).
Năm 1911, Stephen Troyte Dunn thiết lập chi Adinobotrys. Ông chuyển loài cây gỗ Millettia atropurpurea cùng 2 loài Millettia là dây leo thân gỗ khác gồm M. eriantha, M. nieuwenhuisii sang chi này thành A. atropurpureus, A. erianthus, A. nieuwenhuisii; đồng thời mô tả 2 loài dây leo thân gỗ mới là A. filipes và A. myrianthus.
Năm 1912, Dunn lại thừa nhận độ ưu tiên cao hơn của Whitfordiodendron và chuyển cả 5 loài nói trên về chi này. Năm 1934, Elmer Drew Merrill hợp lệ hóa Whitfordiodendron khi mô tả loài mới W. sumatranum. Theo Merrill thì Whitfordiodendron gồm 6 loài (không bao gồm W. filipes của Dunn).
Năm 1984, trong chuyên khảo Scala Millettiearum, Robert Geesink coi cả Whitfordiodendron, Adinobotrys và Padbruggea đều là đồng nghĩa muộn của Callerya. Năm 1994, Anne M. Schot tổ hợp các danh pháp C. atropurpurea, C. pilipes, C. nieuwenhuisii, C. eriantha, C. scandens, C. sumatrana và đồng nhất hóa A. myrianthus / W. myrianthus với C. nieuwenhuisii.
Năm 2019, Compton et al. phục hồi lại các chi Whitfordiodendron, Adinobotrys và Padbruggea.

## Từ nguyên
Tên chi bao gồm Whitford và tiếng Hy Lạp δένδρον (déndron - nghĩa là cây gỗ), để vinh danh Harry Nichols Whitford (1872–1941), nhà lâm nghiệp học kiêm nhà thực vật học người Mỹ, vụ trưởng Vụ Điều tra thuộc Cục Lâm nghiệp Hoa Kỳ (nay là Cục Kiểm lâm thuộc Bộ Nông nghiệp Hoa Kỳ), tác giả về kinh tế của cây cao su và về cây rừng bản địa Philippines.

## Phân bố
Các loài trong chi này có tại Brunei, Indonesia, Malaysia, Philippines, nam Thái Lan.

## Mô tả
Dây leo bò trườn 10–20 (– 40) m. Thân cây màu xám hay nâu, thon búp măng, nhẵn nhụi hoặc có lông tơ nhỏ mịn màu xám. Lá 3–13 lá chét, thường xanh, nhẵn bóng mặt trên, nhẵn nhụi hoặc thưa lông tơ, lá kép lẻ, trục cuống lá 9–25 cm. Lá kèm 1–4 mm, hình tam giác hẹp, sớm rụng (bền ở W. erianthum). Không lá kèm con. Lá chét to, 4–15 (– 25) x 2–9 (– 12) cm, hình trứng, elip hẹp hoặc trứng ngược, đỉnh nhọn thon tới có mấu nhọn, mép lá nguyên, đáy thuôn tròn hoặc tù hoặc nhọn. Cụm hoa là chùy hoa đầu cành, dài 5–20 cm, cuống hoa có lông lụa (mọc ở thân cây và sau nhẵn nhụi, dài 20–60 cm ở W. nieuwenhuisii). Hoa 8–23 mm, xuất hiện tháng 2-11 (tháng 5-1 năm sau ở W. nieuwenhuisii). Lá bắc hoa 2–7 mm, hình trứng, trứng ngược hay elip, sớm rụng. Lá bắc con tại đáy hoặc trên đài hoa, dài 2–7 mm, hình trứng ngược, nhọn hay nhọn thon, bền. Cuống hoa 0,5–2 mm, có lông tơ hoặc lông lụa. Đài hoa 2–9 × 3–5 mm, hình chuông, lệch, có lông tơ hay lông lụa màu gỉ sắt, vàng kim hay trắng bạc ở mặt ngoài, 5 thùy, các răng không đều, dài (0,5 –) 2–4 mm, nhọn thon, lông tơ trên các răng. Cánh cờ 8–18 × 9–16 mm, gần tròn hay elip, mặt trong màu hồng ánh xám, trắng ửng tía, đỏ, nâu hạt dẻ hay đỏ rượu vang, đường dẫn mật màu vàng hay xanh lục, lưng cánh cờ rậm lông lụa màu đỏ hay vàng kim-nâu, đỉnh nhọn hoặc tù. Thể chai dạng gờ hay vấu. Các cánh bên 8–18 × 2–5 mm, thưa lông tơ hoặc lông rung dọc theo mép dưới (lông lụa ở đỉnh ở W. erianthum), dài bằng cánh lưng, hình trứng ngược rộng, rời với cánh lưng, đỉnh tù, các vuốt ở đáy dài 2–4 mm. Cánh lưng 8–10 × 3–5 mm, lông lụa mặt ngoài, đặc biệt dọc theo mép dưới, hình trứng ngược, vuốt dài 2–4 mm, đỉnh tù. Nhị hai bó, 9 nhị hợp lại cùng nhau, nhị cờ rời, tất cả cong hướng lên ở đỉnh. Bầu nhụy có lông lụa, vòi nhụy dài 2–4 mm, có lông rung, cong hướng lên ở đỉnh, đầu nhụy có mạch hỗ. Quả đậu 4–10 × 2–5 cm, phồng lên, hình trứng hay trứng ngược, với 2 mép dày lên ở hai bên đường ráp ở cả hai bên quả đậu, nứt, bề mặt nhăn nheo hoặc có nội nhũ cứng bị các ống không đều chứa vật chất mềm xuyên qua hoặc thưa lông tơ hoặc có lông nhung màu nâu nhạt, gần cắt vách. Hạt 1–3, hình elipxoit rộng hoặc hình trứng, 12–45 × 14–35 × 8–30 mm (thường hợp cùng nhau khi có trên 1 hạt), rốn hạt trung tâm, hình elip rộng 3–5 × 1–2 mm.

## Các loài
Plants of the World Online ghi nhận 4 loài:
- Whitfordiodendron erianthum (Benth.) Dunn, 1912: Brunei, Indonesia (Kalimantan, Sumatra), Malaysia (bán đảo, Sabah, Sarawak), nam Thái Lan.
- Whitfordiodendron nieuwenhuisii (J.J.Sm.) Dunn, 1912: Brunei, Indonesia (Kalimantan), Malaysia (Sarawak, Sabah).
- Whitfordiodendron scandens Elmer, 1910: Philippines (Mindanao, Palawan, Panay, Sibuyan).
- Whitfordiodendron sumatranum Merr., 1934: Indonesia (Sumatra).

## Lưu ý
Whitfordia Elmer, 1910 là danh pháp không hợp lệ (nom. illeg.) do Whitfordia Murrill, 1908 đã được thiết lập trước để chỉ một chi nấm đảm. Hiện nay Whitfordia Murrill, 1908 được coi là đồng nghĩa của Amauroderma Murrill, 1905 thuộc họ Ganodermataceae.